# Juan Alaminos y Vivar
Juan Alaminos y Vivar (27 de octubre de 1813-1899) fue un general español, nonagesimosexto Gobernador de Filipinas durante el mandato español.

## Biografía
Nació el 27 de octubre de 1813 en Cuéllar. Empezó su carrera militar en la primera guerra carlista, distinguiéndose en numerosos hechos de armas. Asistió a la guerra de África mandando el regimiento de Albuera, significándose por su adhesión al General Prim.
Ascendió a Teniente general en 1869 y desempeñó las capitanías generales de Castilla la Nueva y Filipinas y la dirección general de inválidos. 
Además, fue senador del reino de España por las provincias de Burgos y de Córdoba.
En 1872 el municipio filipino de Zarapzap, bajo el mando del capitán Domingo Montemayor, cambia su nombre por el de Alaminos, en honor del entonces Gobernador General de Filipinas Juan Alaminos y Vivar.
- El contenido de este artículo incorpora material del tomo 4 de la Enciclopedia Universal Ilustrada Europeo-Americana (Espasa), cuya publicación fue anterior a 1945, por lo que se encuentra en el dominio público.